# 日下辰太

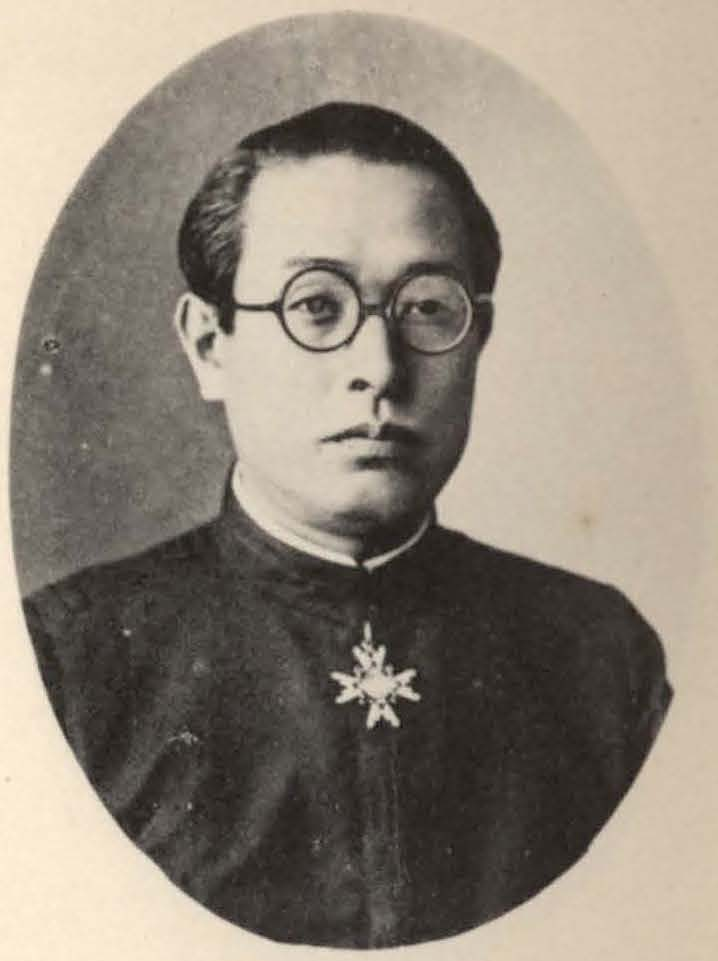
日下辰太

日下 辰太（くさか たつた、1890年〈明治23年〉11月19日 - 没年不詳）は、日本の農商務官僚。関東州官僚。台湾総督府官僚。

## 経歴
岡山県出身。日下謙太の長男。1916年（大正5年）、東京帝国大学法学部独法科を卒業し、高等文官試験に合格した。農商務属、臨時産業調査局事務官、水産局書記官、水産講習所教授、水産局事務官・農商務局書記官、農商務参事官、特許局事務官、法制局参事官、商工書記官、関東庁事務官・長官官房文書課長、同内務局殖産課長、同内務局長、関東局司政部長、台中州知事などを歴任した。
1936年（昭和11年）に退官した後、台湾拓殖株式会社理事に就任。その他、星規那産業株式会社代表、台湾単寧興業株式会社代表、台湾畜産興業株式会社取締役、南日本化学工業株式会社取締役、台湾産金株式会社取締役、南日本塩業株式会社取締役、台湾通信工業株式会社取締役、台湾石炭株式会社取締役などを務めた。
戦後は岡山市教育委員会委員長、三和相互銀行社長、山陽放送監査役を歴任した。